# Aleksej Romasjov
Aleksej Gennadjevitsj Romasjov (Russisch: Алексей Геннадьевич Ромашов) (Sint-Petersburg, 29 april 1992) is een Russisch schansspringer. Hij nam eenmaal deel aan de Olympische Winterspelen.

## Carrière
Romasjov maakte zijn debuut in de wereldbeker in het seizoen 2012/2013. Bij zijn eerste wereldbekerwedstrijd in Lillehammer werd hij 38e. Hij behaalde geen enkele top 10-notering in een individuele wereldbekerwedstrijd. Bij het schansspringen op de Olympische Winterspelen 2014 in het Russische Sotsji eindigde hij 44e op normale schans, 46e op de grote schans en 9e in de landenwedstrijd.

## Belangrijkste resultaten

### Olympische Winterspelen
| Jaar | Plaats      | Resultaten                                                          |
| ---- | ----------- | ------------------------------------------------------------------- |
| 2014 | Sotsji      | 44e normale schans 46e grote schans 9e landenwedstrijd grote schans |
| 2018 | Pyeongchang | 37e normale schans 42e grote schans 7e landenwedstrijd              |

### Wereldkampioenschappen schansspringen
| Jaar | Plaats        | Resultaten                                                          |
| ---- | ------------- | ------------------------------------------------------------------- |
| 2013 | Val di Fiemme | 34e normale schans 41e grote schans 9e landenwedstrijd grote schans |
| 2017 | Lahti         | 44e normale schans 49e grote schans 9e landenwedstrijd grote schans |

### Wereldkampioenschappen skivliegen
| Jaar | Plaats     | Resultaten                                   |
| ---- | ---------- | -------------------------------------------- |
| 2018 | Oberstdorf | 26e individuele wedstrijd 7e landenwedstrijd |

### Wereldbeker
Eindklasseringen
| Seizoen   | Algm | SV | 4S  |
| --------- | ---- | -- | --- |
| 2012/2013 | 61e  | -  | –   |
| 2013/2014 | 68e  | -  | –   |
| 2014/2015 | 85e  | -  | –   |
| 2016/2017 | 55e  | -  | –   |
| 2017/2018 | -    | -  | 67e |

### Grand-Prix
Eindklasseringen
| Jaar | Plaats |
| ---- | ------ |
| 2012 | 43e    |
| 2013 | 58e    |
| 2017 | 40e    |